# NGC 6213
NGC 6213 је спирална галаксија у сазвежђу Змај која се налази на NGC листи објеката дубоког неба.
Деклинација објекта је + 57° 48' 54" а ректасцензија 16h 41m 37,3s. Привидна величина (магнитуда) објекта NGC 6213 износи 14,8 а фотографска магнитуда 15,7. NGC 6213 је још познат и под ознакама MCG 10-24-30, CGCG 299-17, PGC 58778.